# Angioneura cyrtoneurina
Angioneura cyrtoneurina – gatunek muchówki z rodziny plujkowatych.
Owad o ciele długości od 4 do 5 mm, żółtych przezmiankach, zaokrąglonych łuskach tułowiowych, nagim przedpiersiu i prawie nagiej ariście. Wypukłą potylicę ma porośniętą czarnymi włoskami. Ubarwienie teguli czarne, basicosty brązowe do prawie czarnego. Żyłki na skrzydłach jasnożółte, kontrastujące z przyciemnionym costangium. Do charakterystycznych cech chetotaksji należą: bark szczecinek środkowych grzbietu oraz szczecinki tarczkowe szczytowe przynajmniej w połowie tak długie jak tarczkowe boczne.
Larwy tej muchówki są pasożytami bursztynki Pfeiffera.
Gatunek europejski. Podawany z Francji, Wielkiej Brytanii, Niemiec, Austrii, Szwajcarii, Węgier, Czech, Polski, Danii, Szwecji, północno-zachodniej Rosji i Bułgarii. Z Polski znany pojedynczy okaz z Biebrzańskiego Parku Narodowego.